# Volodymyr Rybak
Volodymyr Vasyl'ovyč Rybak (in ucraino Володимир Васильович Рибак?; Stalino, 3 ottobre 1946) è un politico ucraino.

## Biografia
Nato a Stalino si è iscritto nel 1968 all'Università statale di Stalino, laureandosi nel 1973 presso la Facoltà di Economia con un dottorato di ricerca avente ad oggetto la "Gestione delle risorse finanziare del territorio (sull'esempio della città di Donec'k)". Dal 1993 al 2002 è stato sindaco di Donec'k.
Nel 1997 è stato tra i fondatori del Partito della Rinascita Regionale d'Ucraina, poi riorganizzato nel Partito delle Regioni, che ha presieduto dal 1997 al 2000 e con cui è stato eletto per cinque legislature consecutive alla Verchovna Rada, che ha presieduto dal 2012 al 2014. Nel governo di Viktor Janukovyč è stato inoltre Vice Primo ministro tra il 2006 e il 2007 con deleghe all'edilizia, all'architettura, all'edilizia popolare e ai servizi comunali.